# 化学工学
化学工学（かがくこうがく、英: chemical engineering）とは、化学工業において必要とされる様々な装置や操作についての研究を行う工学の一分野である。

## 概要
化学工学は、製造に関して工業化学と両輪をなす学問である。
工業化学が「どんなものを作るか」を学ぶものであるのに対し、化学工学は「どうやって作るか」すなわち化学製品の製造の仕組みをオーガナイズする方法を学ぶ学問であると位置づけられる。
化学工業において製品を製造するには、研究室で得られた化学的知見のみでは不十分である。
まず、適切な反応器を設計することと、それに対し適切な形態の原料を適切な順序で供給し、適切な温度に管理し、適切な時間反応させる必要がある。
さらに得られた生成物から目的とする物質を分離、精製したり、残った原料を回収、再利用することも必要となる。
反応器や蒸留塔など装置内の温度、圧力、内容量などが常に安全な数値を示すよう、プロセスの制御を行う知識も必要となる。
また、工業製品は販売を前提しているものであるから低コストな製造が出来るか否かが重要となる。
廃棄物の排出に関し、規制をクリアして環境に対する配慮を行うことも重要である。
化学の領域では、これらを連続的に運転させることを学ばない。
また、化学プラントを設計し、安全に運転するためには、機械工学の知識だけでも不十分である。化学反応によってどのくらいの熱が発生するかが分からなければ、反応器の大きさや材質、肉厚などを決められない。
また、反応後の物質から製品を分離する際も、どんな操作で分離すればよいかも化学を学んだものでなければ決められない。
このように対象としている製品の製造工程を総合的に見て、最適な反応装置や分離装置を設計、選定し、最適な反応や分離の条件や手順を決定して、それを連続的に運転するための知識を深めていくことを目的としている。
化学工学は、従来化学機械学とよばれていたことからも、実験室における化学と、工業プラントにおける機械工学の橋渡しをする学問であるとみなすとわかりやすい。

## 化学工学に含まれる分野
以下の五つを基礎として、化学工学はバイオ、環境、材料、医療などさまざまな分野に応用されて、徐々にその枠を広げている。
- 移動現象論：物質、運動量、エネルギー（熱）の輸送についての研究
- 反応工学：反応器の選定や反応の最適条件についての研究
- 分離工学：蒸留や抽出、ガス吸収、吸着、膜分離、乾燥、晶析、など分離の手法、装置、条件の研究
- プロセスシステム工学：プロセスの設計や運転とその最適化に関する知識を扱う研究
- プロセス制御工学：プロセスの制御に関する研究（プロセス制御は、プロセスシステム工学の1分野であるとみなされることも多い）
  - 以上のうち、制御工学は専門には機械系の学問であるが、たとえば温度による体積変化が大きい液体を密閉タンクに一定量貯蔵する場合を考えると、液レベルの制御は流入・流出量で制御すべきか、温度で制御すべきかは化学工学の知識を持った人間でないと判断を下すのが難しい。プロセスに制御系を実装する上で、実際に設計する機械分野のエキスパートと化学プロセスの間に入って補うための知識を学ぶものである。

その他化学工学に分類されるものとして、
- 生物化学工学：発酵を利用する化学工業についての化学工学

がある。これは化学工学の成り立ちから、生化学が特殊な位置づけにあるためこうして専門的に取り扱われている。

## 化学工学の歴史
イギリスにおける産業革命の進展により、化成品の量と質に対する要求が急増し、結果として生産工程の効率化と大規模化が必要となったのが嚆矢である。工業化学は1800年代中盤より発展しつつあったが、大規模な化学プロセスの制御に工学的手法が有用であるという発想は1880年代まで現れなかった。1887年にジョージ・デーヴィス(en:George E. Davis)がマンチェスター工業学校(Manchester Technical School, 後のマンチェスター理工科大学)において、化学産業における実用的手法について一連の講義を行ったが、一般的にはこの時に化学工学が学問分野として成立したとされる。
一方アメリカでは、第一次世界大戦の前後、内燃機関の発達とそれに伴う石油化学産業の必要性から、有機化学製品の大量生産が要求されるようになった。しかし、プラントにおける実際の処理を研究対象とする学問はなく、それぞれが経験や勘に基づいた処理を行っていたため、最適なプラントを設計する学問が求められた。反応、分離、精製といった物理的処理を整理し、プロセスを合理的に構成しようという試みが為され、化学工学の思想の根幹ともいえる「単位操作(Unit operation)」という概念が提唱された。これにより関連がなかった個々の製造体系を、単位操作の組み合わせであるとして同じ学問で研究することを可能にした。化学工学の最初のテキストは、W. H. Walker, W. K. Lewis, W. H. McAdamsらによる「Principles of Chemical Engineering」(1923)であると考えられている。
当初はこの単位操作の確立と応用を中心としたが、やがて1940年代にはプロセスの中心となる反応に関する研究が不可欠となり反応工学が生まれた。さらに1960年代には各単位操作に共通な問題を研究するため、移動現象論や粉体工学が成立した。1970年代にプロセス全体を扱うプロセスシステム工学を生み出した時点で、化学工業のプロセスを総合的に研究する学問として化学工学は確立されたといえる。

## 日本の化学工学
明治時代の学制において、帝国大学などはその範を主にドイツに仰いだ。そのうち化学という学問の中のひとつとして、工業化学という科が持ち込まれた。
この科は産業界における化学者を育成するという理念に基づいていたので、研究の中心は産業界においての化学であった。
第二次世界大戦直前に、米国の大学から化学工学の概念が日本に輸入され、京都大学、東北大学、東京工業大学などにおいて、化学工学科（当時は化学機械科と呼ばれた）が設置された。さらに戦後、多くの大学でも同様の学科が設置され特に戦後の日本の石油化学産業の発展に貢献した。
各大学での化学工学科は1990年前後に改変されたところが多く、現在、化学工学の学科名としては少なくなっている。化学システム工学科（東京大学など）、物質工学科、プロセス工学科、生物化学工学科、化学物理工学科（東京農工大学）などを名称にした大学が多い。
アメリカではプラグマティズムの気風が強く、化学工学の教科書では大体、前半に経済計算、特にプロジェクトエコノミクスに1章から数章割かれているのが普通である。しかし、それらの章は日本の化学工学の教科書からはほぼ抜け落ちており、化学工学が日本に渡った際、なんらかのアカデミズムの影響をうけたものと推測される。

### 日本の化学工学に関連する主な大学・大学院
- 北海道大学 工学部 応用理工系学科 応用化学コース / 総合化学院 分子化学コース プロセス工学講座
- 東北大学 工学部 化学・バイオ工学科 / 工学研究科 化学工学専攻
- 新潟大学 工学部 化学システム工学科 化学工学コース / 自然科学研究科 材料生産システム専攻 素材生産科学コース
- 東京大学 工学部 化学システム工学科 / 工学系研究科 化学システム工学専攻
- 東京工業大学 物質理工学院 応用化学系 応用化学コース / 物質理工学院 応用化学系 エネルギーコース
- 東京農工大学 工学部 化学物理工学科 / 工学府 化学物理工学専攻
- 名古屋大学 工学部 マテリアル工学科 / 工学研究科 化学システム工学専攻
- 京都大学 工学部 工業化学科 化学プロセス工学コース / 工学研究科 化学工学専攻
- 大阪大学 基礎工学部 化学応用科学科 化学工学コース / 基礎工学研究科 物質創成専攻 化学工学領域
- 神戸大学 工学部 応用化学科 化学工学講座 / 工学研究科 応用化学専攻 化学工学講座
- 広島大学 工学部 第三類 化学工学プログラム /  先進理工系科学研究科 先進理工系科学専攻 化学工学プログラム
- 九州大学 工学部 化学工学科 / 工学府 化学工学専攻
- 鹿児島大学 工学部 先進工学科 化学工学プログラム / 理工学研究科 工学専攻 化学工学プログラム